# Hilari Salvadó i Castell
Hilari Salvadó i Castell (Barcelona, 16 de febrer de 1899 - Barcelona, 20 de febrer de 1966) fou un polític català. Va ser l'últim alcalde republicà de Barcelona abans de la fi de la Guerra Civil Espanyola. Pertanyia al partit Esquerra Republicana de Catalunya (ERC).

## Biografia

### Primers anys
Era el fill petit d'Antoni Salvadó i Albiol i de Dolors Castell i Simón, naturals de Peníscola (Baix Maestrat), pescadors de la Barceloneta.

Més conegut al seu barri com en Lari, estava predestinat a ser pescador com el pare i els seus germans, però unes angines li van canviar (i li van salvar) la vida. El 31 de gener de 1911, el seu pare i els seus quatre germans van sortir a feinejar al mar, com feien sempre, mentre que ell va quedar-se a casa enllitat. Però, aquell dia, tot i que el temps era bo, de sobte es va desfermar la tragèdia amb el temporal de 1911, fenomen que va assolar tota la costa catalana. Segons l'historiador i museòleg del Museu Marítim de Barcelona Enric Garcia:
| « | Aviat una descàrrega violenta va sorprendre la flota pesquera, que en aquelles primeres hores de la tarda cercà refugi a Barcelona o Tarragona. El temporal va durar tota la nit i fins l'endemà, l'1 de febrer>. | » |

El pare i els quatre germans, embarcats en la Machicha i la Pelayo, hi van perdre la vida. La mare, que amb prou feines sabia llegir i escriure, va quedar vídua amb tres fills menors d'edat i una cunyada de 75 anys cega al seu càrrec. Per si la pèrdua de marit i fills no fos prou desgràcia, la persecució dels creditors del marit per cobrar part de la indemnització a percebre va obligar-la a lluitar pels seus drets.

### Activista i autodidacte
Finalment, la Cambra de Comerç de Barcelona, l'entitat responsable d'arbitrar en els ajuts, va dictaminar a favor de la mare d'en Lari. A partir d'aquest fet, Dolors Castell, la mare, va fer jurar al seu fill que mai més no es dedicaria a les feines de la mar. Hilari Salvadó emprengué l'ofici de comercial, primerament als magatzems El Siglo i anys després a la mateixa Cambra de Comerç. A les nits estudiava comptabilitat a l'Acadèmia Millet, del carrer de Ferran de Barcelona. Entre classes nocturnes i lliçons autodidactes, va acabar forjant una professió de comptable fins als darrers dies de la seva vida.
El 1919, Salvadó va ser un dels fundadors de la Joventut Nacionalista de la Barceloneta, on va fer amistat amb dos joves catalanistes emergents, Josep Tarradellas i el periodista Joaquim Ventalló. Un any després, també va cofundar el Centre Excursionista Minerva. Amb l'excursionisme va trepitjar les muntanyes del Pirineu català i de la Serralada Litoral, entre d'altres, excel·lint com a guia. També va ser director del butlletí del Centre, en el qual destacaven els seus articles, escrits amb un llenguatge planer, atès que la seva formació acadèmica era de caràcter autodidacta.
El seu activisme polític, compromès amb els drets socials i les llibertats nacionals de Catalunya, el va conduir a la militància a Estat Català i, més tard, a ser un dels fundadors d'ERC. També va participar en accions clandestines en suport dels represaliats i empresonats per la dictadura de Primo de Rivera.
El triomf d'ERC a les eleccions municipals del 12 d'abril del 1931 va erigir l'economista Carles Pi i Sunyer en nou alcalde de Barcelona. Salvadó va esdevenir un puntal d'aquest nou engranatge municipal i va formar part de diferents comissions, juntes i patronats municipals. D'acord amb els butlletins i retalls de premsa, se sap que, fruit de la seva gestió com a regidor, es va disposar regar diàriament la plaça de Francesc Magrinyà de la Barceloneta, es va construir un desguàs al final del carrer d'Alfred Calderón, es va fer un nou empedrat i voravies al carrer d'Alcanar, es van trasplantar arbres a la plaça de la Barceloneta, es va obrir i urbanitzar el passeig del Doctor Robert, entre el carrer de Pere IV i la via del ferrocarril, i també es va proposar enderrocar els urinaris en desús de la plaça del Pla de Palau.

### El suport de la Barceloneta
Arran dels fets del Sis d'Octubre, tot l'equip de govern de l'Ajuntament va ser empresonat al vaixell-presó Uruguay, juntament amb Lluís Companys i el govern català. El regidor Bernades, en el seu llibre Estampes de l'Uruguay (Presó flotant), es refereix a les mostres de solidaritat rebudes per part de familiars i amics durant el captiveri:
| « | L'Hilari Salvadó era el que en tenia més, perquè de la Barceloneta n'acudien en gran nombre i cada diumenge al matí, durant tot el temps del captiveri, dues o tres barques pesqueres, que ja en dèiem l'esquadra de la Barceloneta, anunciaven la seva arribada pel ritme compassat dels motors, mentre els seus ocupants deixaven anar el crit de Lari, Lari, i agitaven els mocadors. | » |

Hilari Salvadó, l'alcalde Pi i Sunyer i els regidors de l'Ajuntament de Barcelona van ser alliberats el 23 de febrer de 1935 i, un cop al carrer, van refer l'estructura orgànica d'ERC, ja que els càrrecs més importants de l'organigrama polític del partit seguien empresonats, entre ells Lluís Companys.
Amb el triomf electoral del Front d'Esquerres, el 16 de febrer de 1936, es decretà una amnistia per a tots els polítics empresonats a conseqüència dels fets del Sis d'Octubre i es restabliren els ajuntaments i la Generalitat. Salvadó va recuperar l'acta de regidor i emprengué de nou les feines del càrrec. Amb tot, la tranquil·litat va durar pocs mesos. La rebel·lió militar del 18 de juliol contra la República va sacsejar de nou la vida del país. En aquells moments de tensió i desconcert, Salvadó va dirigir un escamot de voluntaris amb la intenció d'evitar la mort dels capellans de la parròquia de Sant Miquel del Port. Les morts es van poder evitar, però no la crema de l'església, una valuosa peça del barroc català.

### Un mandat gens fàcil
Després dels Fets de Maig de 1937, el president Companys va remodelar el govern i va col·locar Pi i Sunyer a la Conselleria de Cultura. Salvadó, que actuava d'alcalde en funcions, en va ser el substitut. 
| « | M'ajunti l'esforç de tots els ciutadans en la lluita contra el feixisme, que sostenen, en lliure concert, els pobles ibèrics, per tal d'aconseguir en data propera un alliberament total que en tots els conceptes ens permeti viure sense sentir al damunt nostre la marca de l'esclavatge. En aquest moment solemne, aprofito l'avinentesa per tal de retre càlid homenatge a totes les víctimes del feixisme. | » |

Va dir en la presa de possessió del càrrec, el 16 de juliol. Barcelona tenia, com va descriure el periodista Andreu Avel·lí Artís al diari Última Hora, un alcalde cent per cent popular, d'origen humil: [Salvadó] arriba a l'alcaldia en plena joventut, quan encara no s'han gastat els entusiasmes del poble.
No va ser precisament un mandat fàcil. Hi va haver projectes, com la conversió dels anacrònics dispensaris municipals en modernes policlíniques, que la guerra va escapçar completament. L'ambient, a més, era tens, tant fora com dins dels despatxos de l'alcaldia. Al carrer, Salvadó s'enfrontava amb les calamitats d'una ciutat en estat de guerra, sotmesa als constants bombardeigs de l'aviació feixista, i alhora les tensions polítiques cada vegada eren més fortes. Ell no estava d'acord amb el pla municipalitzador de Tarradellas emprès per la Generalitat, a diferència dels membres del PSUC. S'oposava obertament a les municipalitzacions de les finques urbanes, els serveis públics i els transports urbans perquè tot plegat es feia sense el suport dels propietaris i dels treballadors.
La qüestió dels refugiats d'arreu de l'Estat espanyol va ser un altre gran problema. Barcelona va arribar a acollir 1.000.000 de persones, aixoplugades en diverses dependències municipals, entre elles l'Estadi de Montjuïc, i també 1.000 infants madrilenys, que van quedar sota la tutela de l'Ajuntament. Calia actuar, i de forma ràpida i efectiva, i l'alcalde es va encarregar d'impulsar noves escoles, cantines i habitatges, a més de vetllar per la distribució de queviures per als nouvinguts.
La situació extrema el va impulsar a viatjar a Londres, Brussel·les i París per fer-hi xerrades explicant el drama que es vivia a Barcelona i la gestió de l'allau de refugiats. En aquests viatges també procurava entrevistar-se amb persones influents que poguessin proporcionar qualsevol tipus d'ajuda de caràcter econòmic, sanitari o alimentari. Enriqueta Gallinat, la seva secretària personal, digué: Vaig anar dos cops a París en nom de l'alcalde per aconseguir roba i alguna cosa per menjar. Mai armament per defensar-nos.

### Guanyar la prioritat
En paral·lel, Salvadó també va haver de fer d'amfitrió de diverses personalitats mundials que van visitar Barcelona en solidaritat amb la causa repuclicana. Entre aquestes visites, cal destacar les de Jawaharlal Nehru i la seva filla Indira, el juny de 1938. També va donar suport a les accions de subscripció popular de queviures amb destinació a Madrid i al seu front de guerra, i en alguns casos el lliurament el feia ell personalment.
| « | El meu objectiu és pensar el present per resoldre els problemes més immediats dels ciutadans [...]. Amb tot, avui pensem a guanyar la guerra, després farem de Barcelona la ciutat bonica que tots els barcelonins volen que sigui. | » |

Va dir en una entrevista que li van fer per a Mi Revista, el novembre de 1937. Però la guerra no es va guanyar, i el 25 de gener de 1939, havent-se mantingut al seu lloc fins a l'últim moment, amb l'exèrcit franquista a punt d'entrar a la ciutat, Hilari Salvadó marxà l'exili. Travessà el coll d'Ares i anà a Carcassona i, tot seguit, arribà a Montpeller. L'acompanyaven la seva germana Dolors, el seu cunyat Antoni Oliva i la seva companya sentimental, Paquita Cervera. Davant la possibilitat que fos extradit a Espanya per la policia de Petain, abandonà Montpeller i es refugià a Valrans (Llenguadoc-Rosselló) i a Besiers. Aquí, amagats en una casa habitada per descendents de catalans, els Carrasco i Folch, segons Daniel Carrasco, fill del matrimoni acollidor, van viure l'ocupació de França pels alemanys. Salvadó va fer d'enllaç entre els republicans espanyols exiliats i els maquis de la Resistència francesa.

### Retorn a Barcelona
Un cop finalitzada la Segona Guerra Mundial, va reprendre la seva vida com a comptable en una fàbrica de Besiers. També va refer la seva vida política a l'exili. Es cartejà amb assiduïtat amb Josep Tarradellas i, gràcies al seu amic Joaquim Ventalló, pogué aconseguir la documentació per tornar a Barcelona l'any 1960. Va morir sis anys més tard. L'enterrament, a l'església de la Concepció, va ser multitudinari, segons testimonis de l'època, però només un diari, La Hoja del Lunes, va aconseguir esquivar la censura i publicar a l'esquela que acabava de morir un ex-alcalde de Barcelona, el darrer de la República.

## Record
L'any 1998, l'Ajuntament de Barcelona va batejar amb el seu nom una plaça de la Barceloneta.
L'any 2016, Òmnium Cultural i Tot Història Associació Cultural van organitzar l'any Hilari Salvadó en el cinquantenari de la seva mort, amb l'organització d'un cicle de conferències als diferents districtes de Barcelona des del 29 de setembre de 2016 fins al 2 de febrer de 2017.